# Ischyrocerus megacheir
Ischyrocerus megacheir är en kräftdjursart som först beskrevs av Boeck 1871.  Ischyrocerus megacheir ingår i släktet Ischyrocerus och familjen Ischyroceridae. Arten är reproducerande i Sverige. Inga underarter finns listade i Catalogue of Life.